# スギ (魚)
スギ（須義, Rachycentron canadum）は、スズキ目（2016年発行のFishes of the World 5th EditionではCarangiformes目）に分類される魚類。本種のみでスギ科スギ属を構成する。

## 分布
温帯域、亜熱帯域に生息する。大西洋ではカリブ海を含めて広域に分布、インド太平洋ではインド・オーストラリア・日本などに分布する。広温性・広塩性であり、水温1.6 - 32.2°C、塩分濃度5 - 44.5‰に耐える。
季節回遊が観察されている。北西大西洋では、冬はメキシコ湾に生息するが、夏になるとフロリダを経由してメリーランドまで移動する。
基本的には沖合で単独生活するが、繁殖期には群れを作るほか、岩礁・沈船・港などで群れることもある。餌を探すためにエスチュアリーやマングローブにも入る。

## 形態

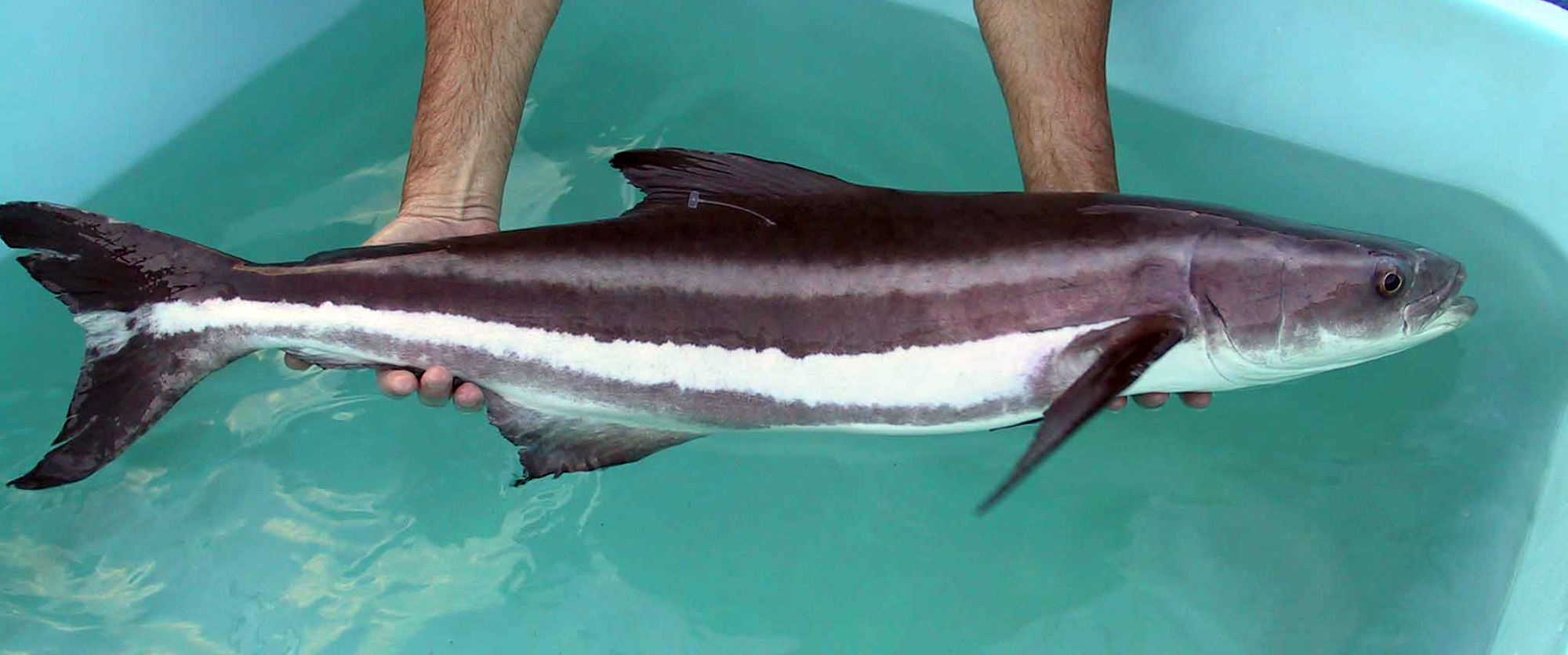
特徴的な縞模様がある

成魚は最大で体長約2メートル、体重68キログラムほどになる。体型は吸盤がないことを除いてコバンザメと類似しており、紡錘形で、頭部は平らになる。
眼は小さく、下顎は上顎よりわずかに突き出す。舌と口蓋には絨毛状歯の帯がある。体は滑らかで小さな鱗がある。体色は黒褐色で腹側は白、体側に2本の縞がある。鰭は黒褐色である。繁殖期には縞模様が明瞭になる。また、浮き袋を持たない。
胸鰭は大きく、水平に広げられているため小さなサメに間違われることがある。釣り上げられた後も広げたままであるため注意する必要がある。第一背鰭は短く太い6 - 9本の棘に変化している。属名Rachycentronは古代ギリシャ語rhachis(背骨)、kentron(棘)に由来し、この棘に因んだものである。
近縁であるコバンザメに似ているが、頭に吸盤がない、体が頑丈で尾鰭が二叉するなどの点で区別できる。若魚には明瞭な白い縦縞があり、尾は成体と同じように二叉する。

## 生態
カニやイカ、他の魚などを餌としている。また、サメ・ウミガメ・マンタなどの後をついて泳いでいることもある。好奇心が強く、船の後について泳ぐことも多い。天敵は分かっていないが、若魚はシイラの餌になる。春にメキシコ湾から移動する成体をアオザメが捕食することが漁業者から報告されている。
直径1.2ミリメートルほどの浮遊性卵を産む。孵化時点では完全には眼・口が形成されていない。繁殖期は4 - 9月で、沖合に集まって行われる。雌は1シーズンに30回以上産卵する。雄は2年、雌は3年で性成熟し、寿命は15年以上。
寄生虫として線虫・吸虫・条虫・カイアシ・鉤頭虫などが知られる。

## 利用

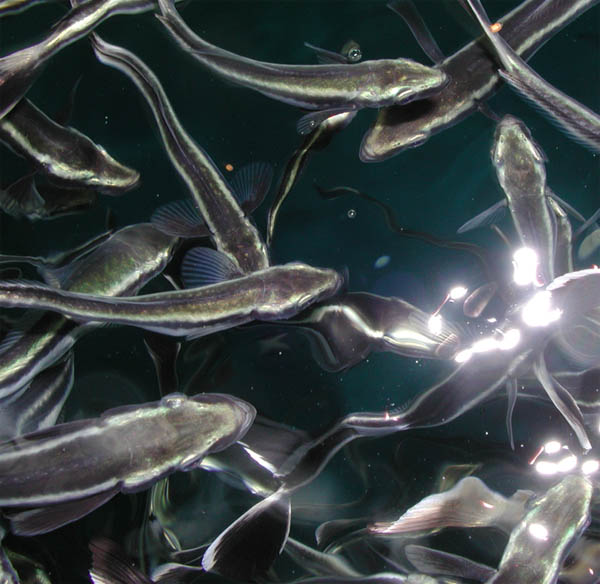
養殖される稚魚

身は刺身やフライにされ、食用にされる。また、釣りの対象にもなる。
熱帯・亜熱帯での養殖に適していると考えられている。成長が早く、肉質が良いため潜在的に重要な魚種である。
現在、アジア・北米・中米などで海面生簀を用いて養殖されている。台湾では100 - 600グラムの幼魚を1 - 1.5年で6 - 8キログラムに肥育し、日本に輸出する。現在、台湾の海面生簀の約80%がスギ養殖に用いられている。2004年、FAOは養殖スギの80.6%が台湾で生産されていると報告した。ベトナムがこれに続き、2008年の生産量は1,500トンと推定された。
台湾での成功に続き、プエルトリコやバハマでも"SeaStation™"・"Aquapod™"などの新しい水中の生簀を用いた養殖が始まった。養殖業による環境負荷を少なくするためには、大深度・強い海流・沿岸から遠いという条件を満たす必要がある。新しい生簀はこれらの条件を満たし、持続可能性のある漁業であるといえる。だが、生産量を上げるための努力は必要であり、特に稚魚を水槽から生簀に移す際に死亡率が高いことが問題である。
なお、日本では水産庁の「魚介類の名称のガイドラインについて」によって消費者に分類学上無関係であるにもかかわらず高級魚類の類縁種であるような誤認（いわゆる優良誤認）を防ぐため、スギについて「クロカンパチ」や「トロカンパチ」の名称を使用しないことと定められている。